# Bernafay Wood British Cemetery
Bernafay Wood British Cemetery is een Britse militaire begraafplaats met gesneuvelden uit de Eerste Wereldoorlog, gelegen in de Franse plaats Montauban-de-Picardie in het departement Somme. De begraafplaats ligt één kilometer ten noordoosten van het centrum van het dorp. Ze werd ontworpen door Herbert Baker en wordt onderhouden door de Commonwealth War Graves Commission. Het terrein heeft een min of meer rechthoekige vorm met een uitgesneden hoek (de noordelijke). Langs de straatzijde is er een afsluiting met rastermetaaldraad en de andere zijden worden met een beukenhaag afgeboord. De toegang wordt gevormd door bakstenen muurtjes met hoekzuilen, en staat samen met de Stone of Remembrance en de perken G, H en I op een verhoogd terras. Het Cross of Sacrifice staat centraal tegen de achterste begrenzing. 
Er worden 945 doden herdacht waarvan 417 niet meer geïdentificeerd konden worden.

## Geschiedenis
Het dorp Montauban werd op 1 juli 1916 door de 30th en 18th Division veroverd en bleef tot aan het Duitse lenteoffensief van maart 1918 in handen van de geallieerden. Op 25 augustus 1918 werd het door de 7th Buffs en de 11th Royal Fusiliers heroverd.
De begraafplaats werd genoemd naar een nabijgelegen bos. Ze werd in augustus 1916 door een medische hulppost (dressing station) aangelegd en werd tot april 1917 als frontbegraafplaats gebruikt. Na de wapenstilstand werd ze gevoelig uitgebreid door het verzamelen van gesneuvelden uit het gebied ten oosten van het bos en met de 81 graven uit de Bernafay Wood North Cemetery.
Op de begraafplaats liggen nu 814 Britten, 124 Australiërs, 2 Nieuw-Zeelanders, 4 Zuid-Afrikanen, 1 Indiër en 1 Duitser. Voor 9 Britten en 2 Australiërs werden Special Memorials  opgericht omdat hun graven niet meer gelokaliseerd konden worden en 12 Britten worden herdacht met een Duhallow Block  omdat zij oorspronkelijk in Bernafay Wood North Cemetery begraven waren, maar hun graven werden door artillerievuur vernietigd en niet meer teruggevonden.

## Graven
- James George Osborn, soldaat bij de Australian Pioneers was 50 jaar toen hij op 7 november 1916 sneuvelde en is daarmee het oudste slachtoffer op deze begraafplaats.

### Onderscheiden militairen
- Percy Wellesley Chapman, kapitein bij de Australian Infantry, A.I.F. en C.R. Coventry, compagnie sergeant-majoor bij de Duke of Cornwall's Light Infantry werden onderscheiden met het Military Cross (MC).
- R. Webb, compagnie sergeant-majoor bij het Royal Berkshire Regiment werd onderscheiden met de Distinguished Conduct Medal (DCM).
- de compagnie sergeant-majoors A.J. Rowland en J.C. Clark; de sergeanten P. Roughley, Thomas Gregory, O.J. Perry en H. Hankins; korporaal Gordon O'Brien en soldaat Thoma McGinn ontvingen de Military Medal (MM).

### Minderjarige militair
- F. Bellamy, soldaat bij het King's Own (Royal Lancaster Regiment) was 17 jaar toen hij op 6 augustus 1916 sneuvelde.

### Alias
- pionier James Burdett Fairweather diende onder het alias J. Burdett bij de Australian Engineers.